# World Poker Tour Saison 13
La saison 13 du World Poker Tour (WPT) est un tournoi de poker qui s'est tenu en 2014 et 2015.

## Résultats

### WPT500 Aria Resort & Casino
- Casino : Aria Resort & Casino, Las Vegas,  États-Unis[1]
- Prix d'entrée : 565 $[1]
- Date : Du 1er au 6 juillet 2014[1]
- Nombre de joueurs : 3 599
- Prize Pool : 1 561 000 $
- Nombre de places payées : 432

| Place | Nom              | Prix      |
| ----- | ---------------- | --------- |
| 1er   | Sean Yu          | 260 000 $ |
| 2e    | Kareem Marshall  | 180 000 $ |
| 3e    | Scott Clements   | 120 500 $ |
| 4e    | Christian Harder | 90 000 $  |
| 5e    | Jeffrey Ray      | 70 000 $  |
| 6e    | Luis Nargentino  | 55 000 $  |

### Legends of Poker
- Casino : The Bicycle Casino, Los Angeles,  États-Unis[2]
- Prix d'entrée : 3 700 $[2]
- Date : Du 23 au 29 août 2014[2]
- Nombre de joueurs : 593
- Prize Pool : 2 157 594 $
- Nombre de places payées : 54

| Place | Nom               | Prix      |
| ----- | ----------------- | --------- |
| 1er   | Harut Arutyunyan  | 560 969 $ |
| 2e    | Massoud Eskandari | 330 110 $ |
| 3e    | Tyler Kenney      | 213 600 $ |
| 4e    | Taylor McFarland  | 145 640 $ |
| 5e    | Tyler Cornell     | 103 560 $ |
| 6e    | Jeremy Kottler    | 83 075 $  |

### Merit Classic
- Casino : Merit Crystal Cove Hotel-Casino, Kyrenia,  Chypre[3]
- Prix d'entrée : 4 400 $[3]
- Date : Du 5 au 10 septembre 2014[3]
- Nombre de joueurs : 404
- Prize Pool : 1 486 720 $
- Nombre de places payées : 45

| Place | Nom              | Prix      |
| ----- | ---------------- | --------- |
| 1er   | Alexander Lakhov | 325 400 $ |
| 2e    | Dmitry Gromov    | 215 000 $ |
| 3e    | Nicolas Chouity  | 140 000 $ |
| 4e    | Toby Lewis       | 102 820 $ |
| 5e    | Arie Ori Miller  | 77 000 $  |
| 6e    | Igor Devkin      | 62 000 $  |

### WPT Borgata Open
- Casino : Borgata, Atlantic City,  États-Unis[4]
- Prix d'entrée : 3 500 $[4]
- Date : Du 14 au 19 septembre 2014[4]
- Nombre de joueurs : 1 126
- Prize Pool : 4 045 800 $
- Nombre de places payées : 120

| Place | Nom           | Prix      |
| ----- | ------------- | --------- |
| 1er   | Darren Elias  | 843 744 $ |
| 2e    | Kane Kalas    | 500 364 $ |
| 3e    | Jose Serratos | 308 067 $ |
| 4e    | Aaron Overton | 259 012 $ |
| 5e    | Blake Bohn    | 213 999 $ |
| 6e    | Ray Qartomy   | 174 637 $ |

### Caribbean Poker Tour
- Casino : Casino Royale,  Saint-Martin[5]
- Prix d'entrée : 3 500 $[5]
- Date : Du 3 au 7 novembre 2014[5]
- Nombre de joueurs : 118
- Prize Pool : 366 272 $
- Nombre de places payées : 15

| Place | Nom              | Prix      |
| ----- | ---------------- | --------- |
| 1er   | Darren Elias     | 127 680 $ |
| 2e    | Christophe Rosso | 64 900 $  |
| 3e    | George Griffith  | 42 100 $  |
| 4e    | Michael Linster  | 28 950 $  |
| 5e    | Ziga Jamnikar    | 22 280 $  |
| 6e    | Dan Murariu      | 17 370 $  |

### Bestbet Bounty
- Casino : Bestbet, Jacksonville, Floride,  États-Unis[6]
- Prix d'entrée : 5 000 $[6]
- Date : Du 7 au 11 novembre 2014[6]
- Nombre de joueurs : 461
- Prize Pool : 2 143 650 $
- Nombre de places payées : 54

| Place | Nom               | Prix      |
| ----- | ----------------- | --------- |
| 1er   | Ryan Van Sanford  | 421 668 $ |
| 2e    | Christopher Bolek | 284 371 $ |
| 3e    | Brian Reinert     | 182 853 $ |
| 4e    | Jared Reinstein   | 135 223 $ |
| 5e    | Jason Ryan Helder | 101 518 $ |
| 6e    | Corey Hochman     | 81 335 $  |

### Emperors Palace Poker Classic
- Casino : Emperors Palace Hotel Casino Convention Entertainment Resort, Johannesburg,  Afrique du Sud[7]
- Prix d'entrée : 3 500 $[7]
- Date : 14 novembre 2014[7]
- Nombre de joueurs : 166
- Prize Pool : 470 440 $
- Nombre de places payées : 18

| Place | Nom             | Prix      |
| ----- | --------------- | --------- |
| 1er   | Dylan Wilkerson | 145 836 $ |
| 2e    | Richard Barnard | 84 680 $  |
| 3e    | Diane Crous     | 54 101 $  |
| 4e    | Chris Convery   | 38 106 $  |
| 5e    | Aaron Overton   | 29 403 $  |
| 6e    | Darryn Lipman   | 22 346 $  |

### WPT Nottingham
- Casino : Dusk Till Dawn, Nottingham,  Royaume-Uni[8]
- Prix d'entrée : 3 000 £[8]
- Date : Du 18 au 23 novembre 2014[8]
- Nombre de joueurs : 354
- Prize Pool : 955 800 £
- Nombre de places payées : 45

| Place | Nom             | Prix      |
| ----- | --------------- | --------- |
| 1er   | Matas Cimbolas  | 200 000 £ |
| 2e    | Ben Warrington  | 140 000 £ |
| 3e    | Tamer Kamel     | 92 000 £  |
| 4e    | Antoine Saout   | 67 000 £  |
| 5e    | Phillip Mighall | 48 000 £  |
| 6e    | Patrick Leonard | 39 500 £  |

### WPT Montréal
- Casino : Playground Poker Club, Kahnawake, Québec,  Canada[9]
- Prix d'entrée : 3 850 CAD[9]
- Date : Du 20 au 26 novembre 2014[9]
- Nombre de joueurs : 732
- Prize Pool : 2 485 140 CAD
- Nombre de places payées : 90

| Place | Nom                 | Prix        |
| ----- | ------------------- | ----------- |
| 1er   | Jonathan Jaffe      | 464 252 CAD |
| 2e    | Ratharam Sivagnanam | 313 318 CAD |
| 3e    | Mukul Pahuja        | 201 920 CAD |
| 4e    | Kevin MacPhee       | 149 340 CAD |
| 5e    | Samuel Chartier     | 111 820 CAD |
| 6e    | Gilles Nolet        | 90 350 CAD  |

### Five Diamond World Poker Classic
- Casino : Bellagio, Las Vegas,  États-Unis[10]
- Prix d'entrée : 10 400 $[10]
- Date : Du 15 au 20 décembre 2014[10]
- Nombre de joueurs : 586
- Prize Pool : 5 684 200 $
- Nombre de places payées : 586

| Place | Nom                | Prix        |
| ----- | ------------------ | ----------- |
| 1er   | Mohsin Charania    | 1 177 890 $ |
| 2e    | Garrett Greer      | 1 169 683 $ |
| 3e    | Brett Shaffer      | 562 736 $   |
| 4e    | Ryan Julius        | 383 684 $   |
| 5e    | Ryan Fee           | 272 842 $   |
| 6e    | Tobias Reinkemeier | 218 842 $   |

### WPT Borgata Winter Open
- Casino : Borgata, Atlantic City,  États-Unis[11]
- Prix d'entrée : 3 500 $[11]
- Date : Du 25 au 30 janvier 2015[11]
- Nombre de joueurs : 989
- Prize Pool : 3 165 789 $
- Nombre de places payées : 90

| Place | Nom                 | Prix      |
| ----- | ------------------- | --------- |
| 1er   | Aaron Mermelstein   | 712 305 $ |
| 2e    | Gene Todd           | 419 467 $ |
| 3e    | Randy Pfeifer       | 253 263 $ |
| 4e    | Shawn Cunix         | 212 108 $ |
| 5e    | Esther Taylor-Brady | 174 118 $ |
| 6e    | Justin Liberto      | 140 878 $ |

### Lucky Hearts Poker Open
- Casino : Seminole Hard Rock Hotel & Casino, Hollywood, Floride,  États-Unis[12]
- Prix d'entrée : 3 500 $[12]
- Date : Du 5 au 11 février 2015[12]
- Nombre de joueurs : 1 027
- Prize Pool : 3 286 400 $
- Nombre de places payées : 100

| Place | Nom          | Prix      |
| ----- | ------------ | --------- |
| 1er   | Brian Altman | 723 008 $ |
| 2e    | Mark Dube    | 434 462 $ |
| 3e    | Kelly Minkin | 262 912 $ |
| 4e    | Greg Rosen   | 220 189 $ |
| 5e    | Sanjay Gehi  | 180 752 $ |
| 6e    | Jon Graham   | 146 245 $ |

### Fallsview Poker Classic
- Casino : Niagara Fallsview Casino Resort, Niagara Falls,  Canada[13]
- Prix d'entrée : 5 000 CAD[13]
- Date : Du 13 au 16 février 2015[13]
- Nombre de joueurs : 419
- Prize Pool : 1 910 221 CAD
- Nombre de places payées : 54

| Place | Nom            | Prix        |
| ----- | -------------- | ----------- |
| 1er   | Anthony Zinno  | 380 021 CAD |
| 2e    | Mark Bailey    | 266 394 CAD |
| 3e    | Corey Hochman  | 171 294 CAD |
| 4e    | David Cloutier | 126 674 CAD |
| 5e    | Jeremy Halaska | 95 100 CAD  |
| 6e    | Érik Cajelais  | 76 194 CAD  |

### LA Poker Classic
- Casino : Commerce Casino, Commerce,  États-Unis[14]
- Prix d'entrée : 10 000 $[14]
- Date : Du 28 février au 5 mars 2015[14]
- Nombre de joueurs : 538
- Prize Pool : 5 164 800 $
- Nombre de places payées : 63

| Place | Nom              | Prix        |
| ----- | ---------------- | ----------- |
| 1er   | Anthony Zinno    | 1 015 860 $ |
| 2e    | Mike Leah        | 701 350 $   |
| 3e    | Chris Klodnicki  | 451 090 $   |
| 4e    | Igor Yaroshevsky | 333 680 $   |
| 5e    | Peter Neff       | 250 260 $   |
| 6e    | Peter Tran       | 200 830 $   |

### Bay 101 Shooting Stars
- Casino : Bay 101, San José,  États-Unis[15]
- Prix d'entrée : 7 500 $[15]
- Date : Du 9 au 13 mars 2015[15]
- Nombre de joueurs : 708
- Prize Pool : 4 835 180 $
- Nombre de places payées : 72

| Place | Nom           | Prix        |
| ----- | ------------- | ----------- |
| 1er   | Taylor Paur   | 1 214 200 $ |
| 2e    | Isaac Baron   | 704 200 $   |
| 3e    | Jacob Bazeley | 461 470 $   |
| 4e    | Sorel Mizzi   | 310 060 $   |
| 5e    | Faraz Jaka    | 216 320 $   |
| 6e    | Ravee Mathi   | 168 260 $   |

### WPT Vienne
- Casino : Montesino, Vienne,  Autriche[16]
- Prix d'entrée : 3 300 €[16]
- Date : Du 12 au 17 mars 2015[16]
- Nombre de joueurs : 220
- Prize Pool : 660 000 €
- Nombre de places payées : 27

| Place | Nom                | Prix      |
| ----- | ------------------ | --------- |
| 1er   | Konstantinos Nanos | 150 000 € |
| 2e    | Vladimir Krastev   | 103 000 € |
| 3e    | Thomas Bichon      | 65 000 €  |
| 4e    | Andreas Freund     | 49 000 €  |
| 5e    | Gaëlle Baumann     | 35 500 €  |
| 6e    | Sotirios Koutoupas | 29 500 €  |

### WPT Rolling Thunder
- Casino : Thunder Valley Casino Resort, Lincoln, Californie,  États-Unis[17]
- Prix d'entrée : 3 500 $[17]
- Date : Du 15 au 19 mars 2015[17]
- Nombre de joueurs : 379
- Prize Pool : 1 212 800 $
- Nombre de places payées : 45

| Place | Nom             | Prix      |
| ----- | --------------- | --------- |
| 1er   | Ravee Sundar    | 266 587 $ |
| 2e    | Jesse Rockowitz | 176 018 $ |
| 3e    | Taylor Paur     | 113 154 $ |
| 4e    | Harrison Gimbel | 83 818 $  |
| 5e    | Rex Clinkscales | 62 864 $  |
| 6e    | Jeff Griffiths  | 50 291 $  |

### Seminole Hard Rock Poker Showdown
- Casino : Seminole Hard Rock Hotel & Casino, Hollywood, Floride,  États-Unis[18]
- Prix d'entrée : 3 500 $[18]
- Date : Du 16 au 22 avril 2015[18]
- Nombre de joueurs : 1 476
- Prize Pool : 5 013 000 $
- Nombre de places payées : 151

| Place | Nom          | Prix        |
| ----- | ------------ | ----------- |
| 1er   | Griffin Paul | 1 000 000 $ |
| 2e    | Joe Ebanks   | 615 000 $   |
| 3e    | Andre Crooks | 383 000 $   |
| 4e    | Shawn Nguyen | 323 500 $   |
| 5e    | Brian Green  | 269 000 $   |
| 6e    | Ryan Rivers  | 217 500 $   |

### WPT World Championship
- Casino : Borgata, Atlantic City,  États-Unis[19]
- Prix d'entrée : 15 400 $[19]
- Date : Du 25 au 29 avril 2015[19]
- Nombre de joueurs : 239
- Prize Pool : 3 585 000 $
- Nombre de places payées : 27

| Place | Nom              | Prix      |
| ----- | ---------------- | --------- |
| 1er   | Asher Conniff    | 973 683 $ |
| 2e    | Alexander Lakhov | 573 779 $ |
| 3e    | Brian Yoon       | 330 358 $ |
| 4e    | Carlos Mortensen | 267 764 $ |
| 5e    | Ray Qartomy      | 208 647 $ |
| 6e    | Tony Dunst       | 173 873 $ |